# Арчинацо Романо
Арчина̀цо Рома̀но (на италиански: Arcinazzo Romano) е село и община в Централна Италия, провинция Рим, регион Лацио. Разположено е на 831 m надморска височина. Населението на общината е 1394 души (към 2010 г.).